# Сант-Алессандро-ин-Зебедия
Церковь Сант-Алессандро-ин-Зебедия (итал. La chiesa di Sant'Alessandro in Zebedia — церковь Святого Александра в Зебедии) — приходская церковь в Милане, Ломбардия, расположенная на одноимённой городской площади. Строительство началось в 1601 году на месте, которое традиционно считается местом заключения святого мученика Александра, в тюрьме римской эпохи под названием «Зебедия» или «Зебедео» (итал. Zebedia, Zebedeo), откуда и произошло именование церкви.

## История
Строительство церкви Сант-Алессандро-ин-Зебедия относится к самым первым годам XVII века. Территория, на которой теперь расположен комплекс, во времена Римской империи находилась на окраине Медиолана (современный Милан), недалеко от городских стен. После окончания гонений на христиан тюрьма была снесена, а на её руинах построена церковь, посвящённая мученику, следы которой сохранились с V века. Первым архитектором современной церкви Сант-Алессандро был один из отцов-варнавитов, взявший за образец один из проектов Донато Браманте для собора Святого Петра.
Строительство началось в 1601 году по проекту монаха Лоренцо Бинаго, к которому присоединился более известный архитектор Франческо Мария Рикини. Первый камень церкви был заложен 30 марта 1602 года кардиналом Федерико Борромео, что пополнило ряды многочисленных религиозных сооружений, активно строившихся в Милане в то время, таких как Сан-Джузеппе, Сант-Анджело, Сант-Антонио-Абате и, конечно же, Дуомо. Вместе они представляют собой один из самых ранних образцов миланского барокко. Строительство велось настолько быстро, что купол был закончен уже в 1626 году, в то время как внутренние отделочные работы продолжались.

## Архитектура
Церковь имеет центрический план в виде греческого креста, вписанного в прямоугольник со сводами, опирающимися на отдельные колонны: эти черты, наряду с другими архитектурными особенностями здания, были широко приняты и развиты во многих районах центральной и северной Италии. В то же время, благодаря своим сильным отсылкам к знаменитой архитектуре прошлого, церковь представляет собой точку соприкосновения позднего маньеризма и раннего ломбардского барокко.
Фасад, украшенный барельефами по первоначальному образцу эпохи Возрождения, фланкирован двумя кампанилами (колокольнями). На колокольне, с левой стороны фасада, находятся два колокола с нотами E4 и Gb4 (башенные часы); в то время как на колокольне справа размещены пять колоколов в диатонической гамме Eb3 мажор.
Изогнутый и раскрепованный карниз верхнего яруса фасада, придаёт церкви выходящие за рамки типологии архитектуры эпохи Возрождения качества барочности. Нижняя часть фасада датируется периодом до 1620 года. Верхний ярус был создан в начале XVIII века Марко Бьянки. Композиция с двумя симметричными колокольнями считается одним из самых выдающихся предшественников знаменитого фасада церкви Сант-Аньезе-ин-Агоне в Риме работы Франческо Борромини.

## Интерьер
Росписи, украшающие богатый интерьер в стиле барокко, представляют собой прекрасную галерею ломбардского искусства XVII и XVIII веков, среди которых имеются картины Камилло Прокаччини и Даниэле Креспи. Центральный алтарь — один из самых богатых и сложных в Милане. Он представляет собой произведение резьбы из прекрасного мрамора, бронзы и драгоценных камней. Он был подарен семьей Висконти ди Модроне и создан Джованни Баттиста Риккарди, известным как Доннино, в четвертом десятилетии восемнадцатого века. В центре — рельеф с погребением святого Александра.
Кафедра и две исповедальни, расположенные перед главным алтарем, представляют собой великолепные образцы искусства барокко, полностью покрытые резными полудрагоценными камнями. Они датируются 1661 годом и приписываются известному граверу Карло Гаравалье, хотя документальные подтверждения отсутствуют.
Первая капелла справа посвящена святому Панкратию, бывшему покровителю молельни, снесённой ради строительства церкви. В центре — картина «Мученичество Святого Панкратия», написанная во второй половине XVII века учеником Камилло Прокаччини, Оссоной.
Богатое убранство второй капеллы Сан-Джузеппе с алтарём из лигурийского мрамора, было подарено маркизой Костанцой Бальби Кузани из Генуи. Фрески и картины датируются второй половиной XVII века и принадлежат Агостино Сантагостино. Алтарный образ, подписанный и датированный 1677 годом, представляет Мадонну с Младенцем в окружении святых.
В центре третьей капеллы выделяется картина «Ассунта (Вознесение Девы Марии)» — поздняя работа Камилло Прокаччини (1612), выполненная в простых, спокойных и гармоничных тонах. Правый неф завершается Капеллой Рождества, в которой находится шедевр Камилло Прокаччини 1615 года «Поклонение пастухов».
Левый неф открывается Капеллой Распятия, в которой находится мраморный алтарь XVII века со строгой классической структурой,
Убранство второго алтаря, посвященного Марии, богаче остальных: его украшают два тимпана, боковые волюты, вставки из полихромного мрамора, бронзы и дерева. На своде арки спереди в 1696 году Франческо Джузеппе Ангиано написал величественную картину «Слава пророков».
В третьей капелле находится алтарный образ «Казнь Иоанна Крестителя», приписываемое Даниэле Креспи, шедевр второго десятилетия XVII века.
Обширный цикл фресковой живописи, полностью покрывающий арки, своды и семь меньших куполов, достигает кульминации в самом большом куполе, представляющем Рай. В парусах купола находится необычное изображение четырех добродетелей: Ловкости, Тонкости, Бесстрастности и Ясности. Рай представлен в стиле, вдохновленном римскими и неаполитанскими образцами, с особым вниманием к Луке Джордано, посредством ряда концентрических кругов, которые восходят к Троице и изображают святых варнавитов, основателей религиозных орденов, епископов, пап и святых.
Внутри церкви нашли свое последнее пристанище останки Бернабо Висконти и его жены Реджины делла Скала, перенесенные сюда в 1814 и 1892 годах соответственно из первоначального места захоронения в склепе Сан-Джованни-ин-Конка, который сегодня уже не существует.

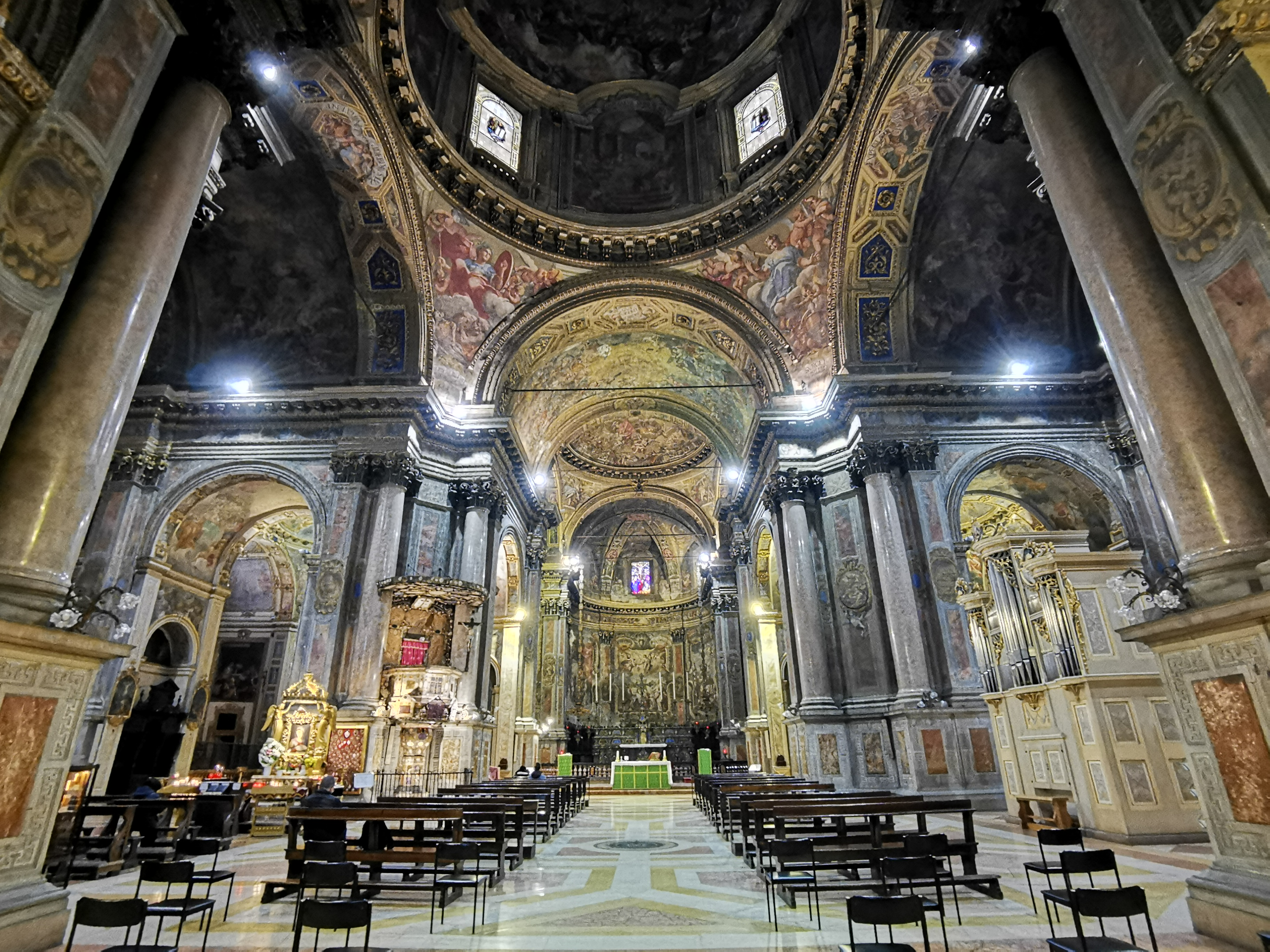
Интерьер церкви
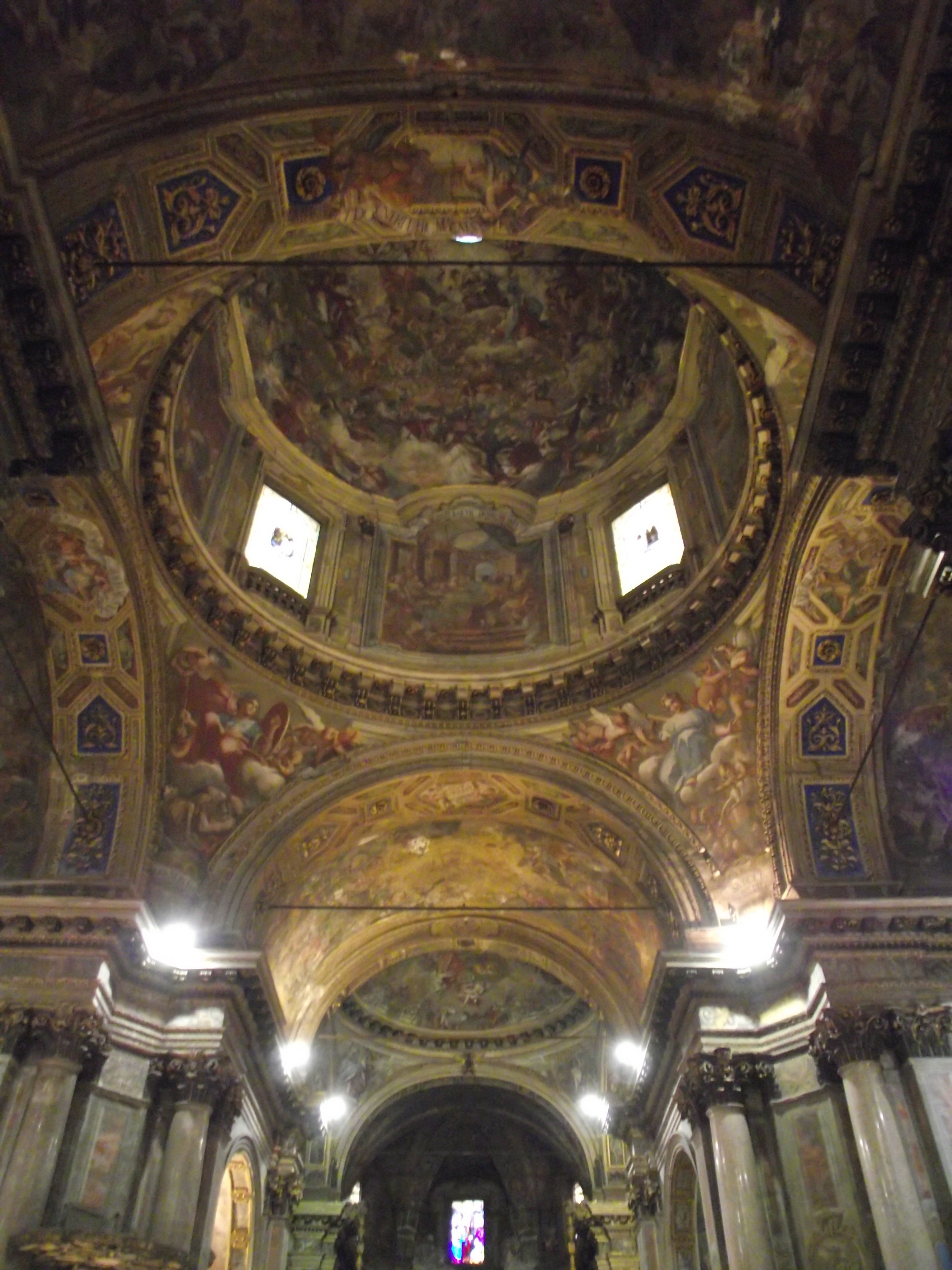
Подкупольное пространство
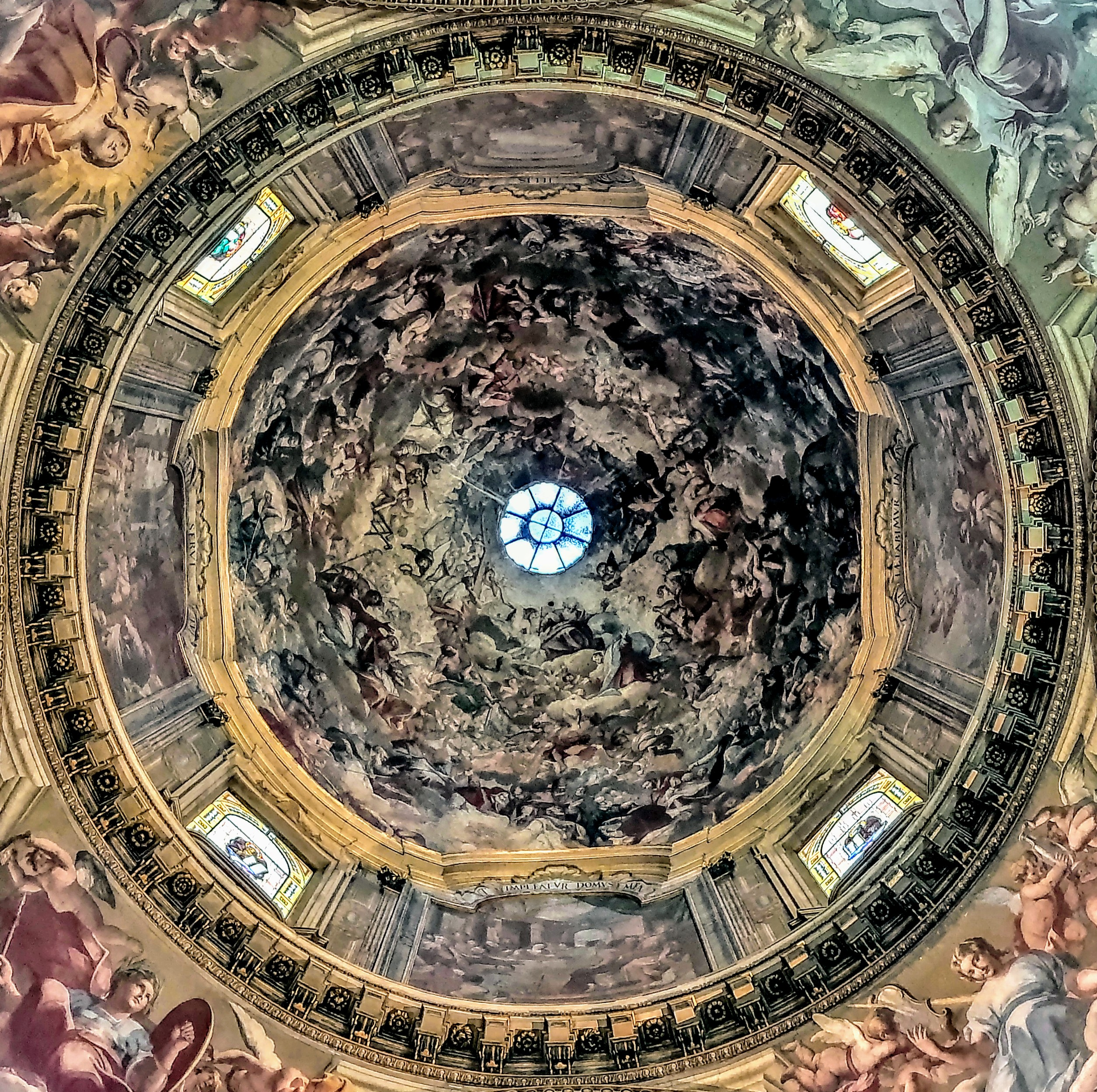
Роспись купола
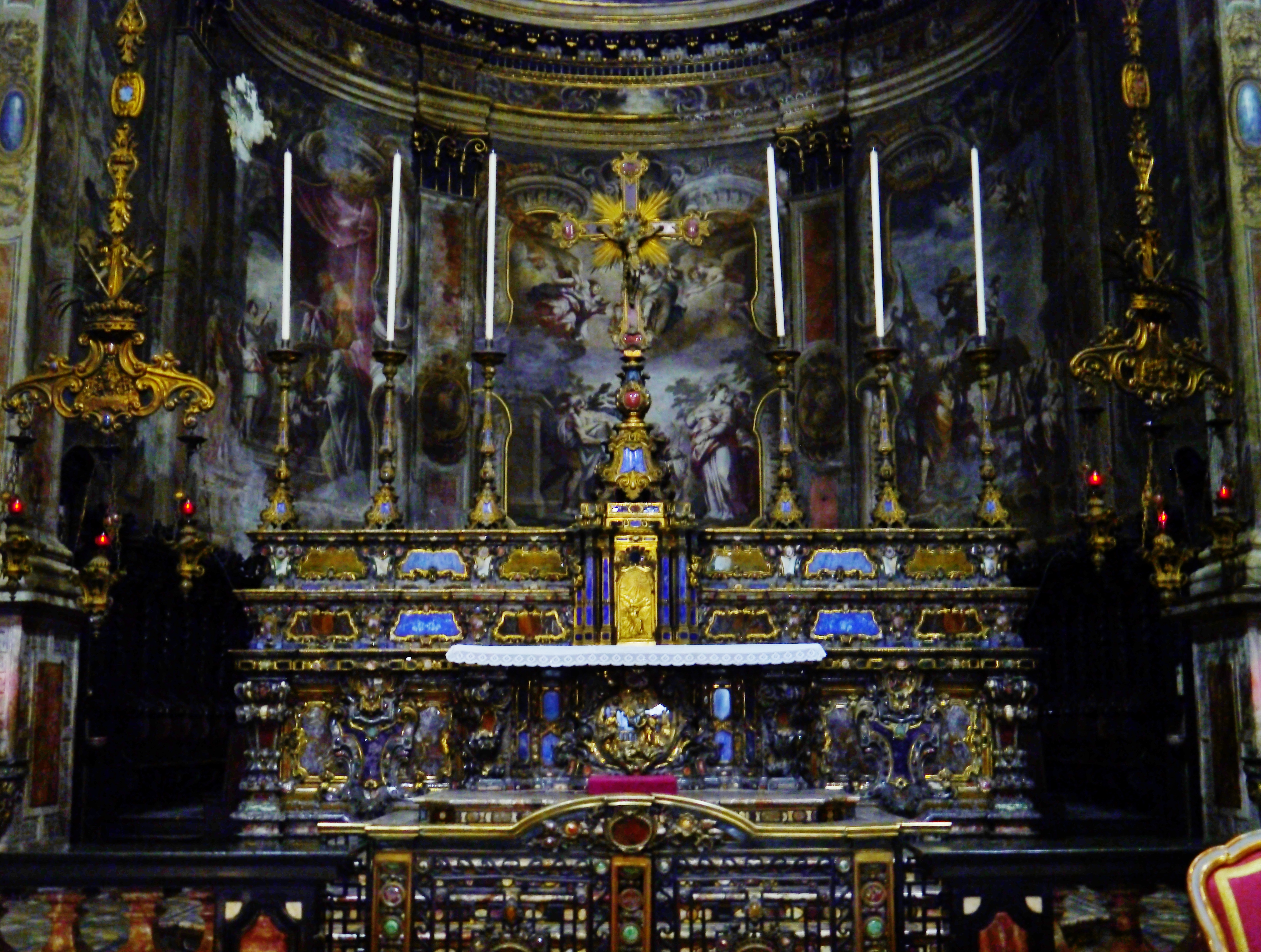
Главный алтарь
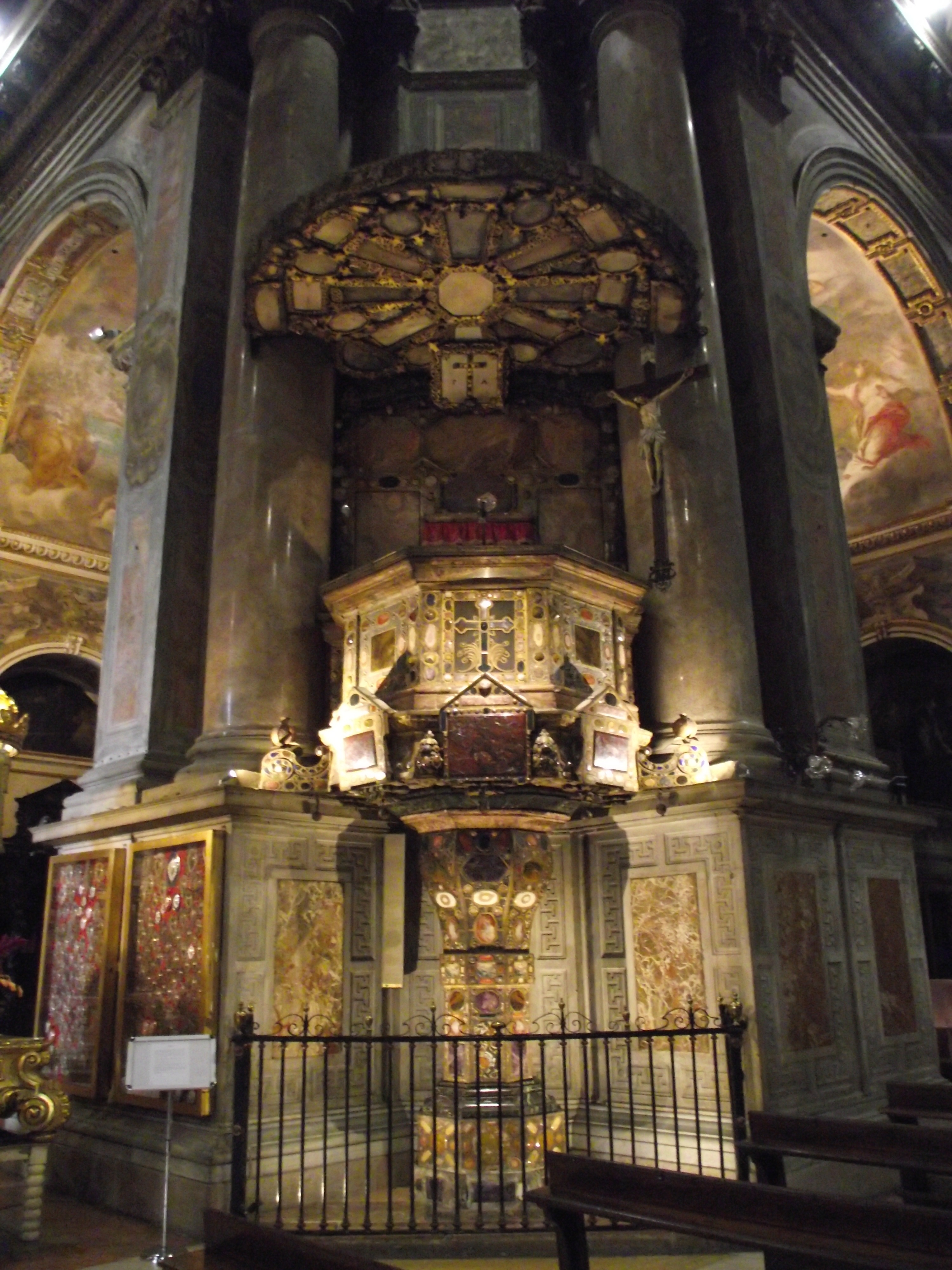
Кафедра. 1661
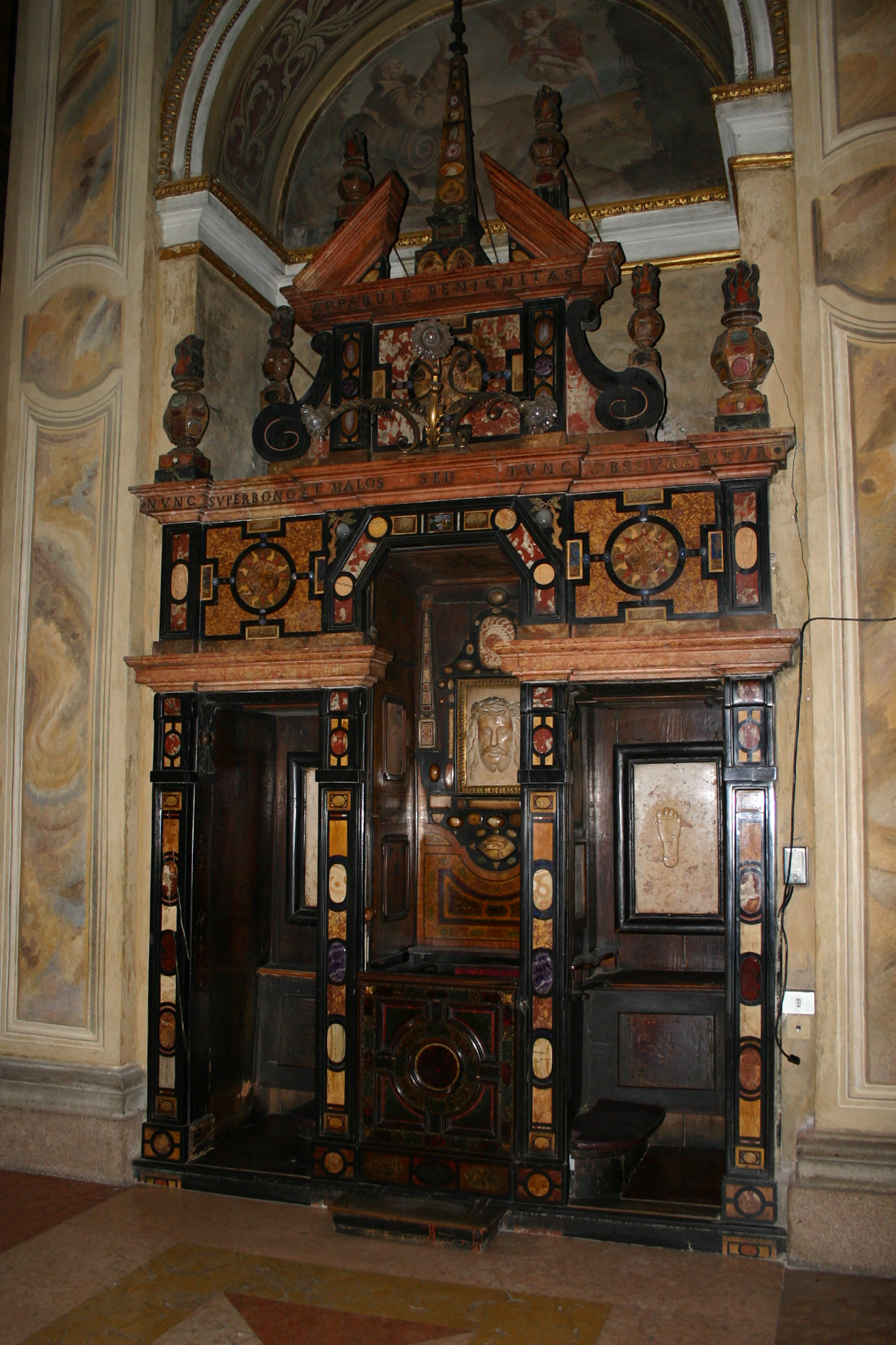
Исповедальня
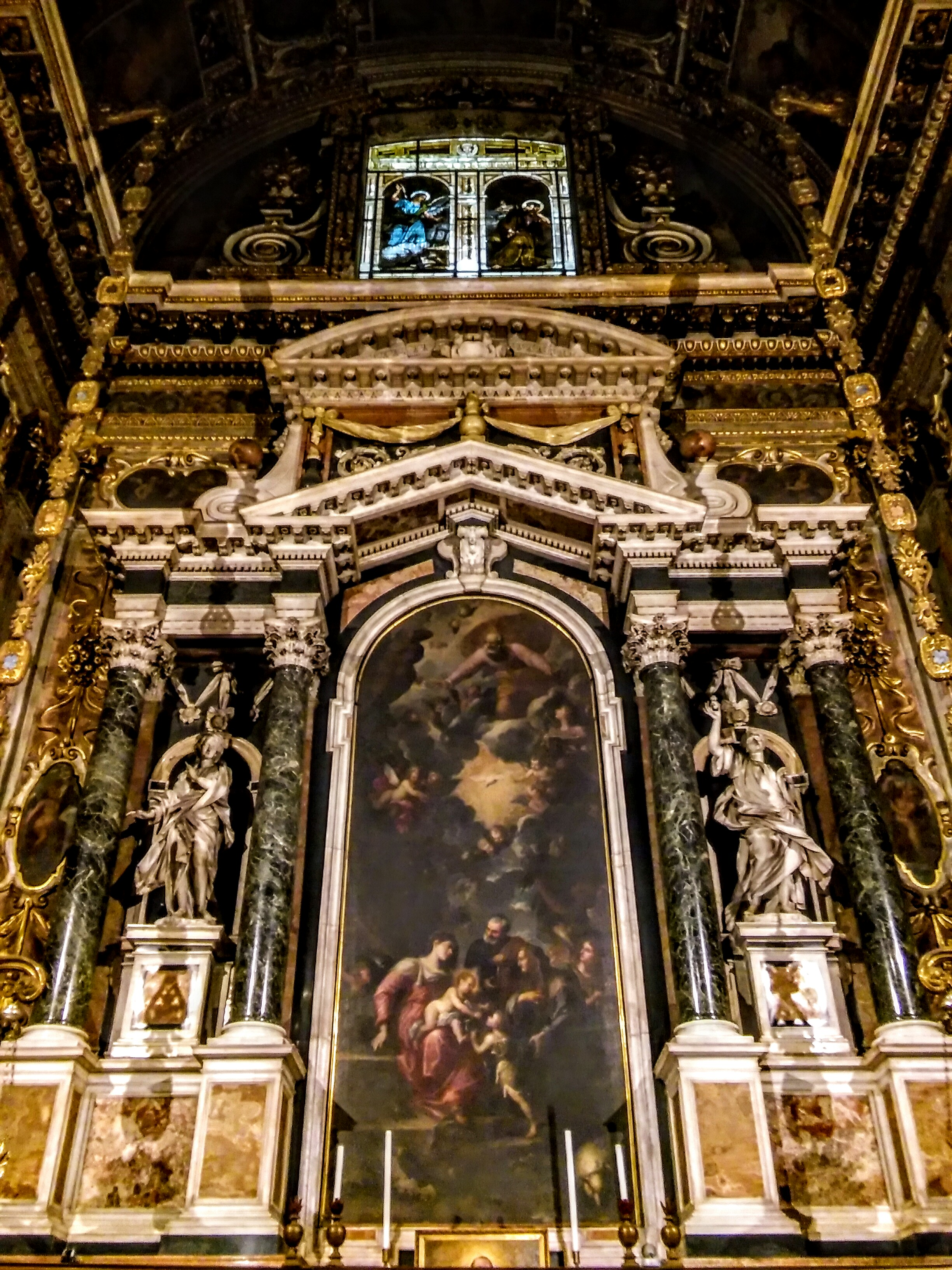
Капелла Святого Иосифа
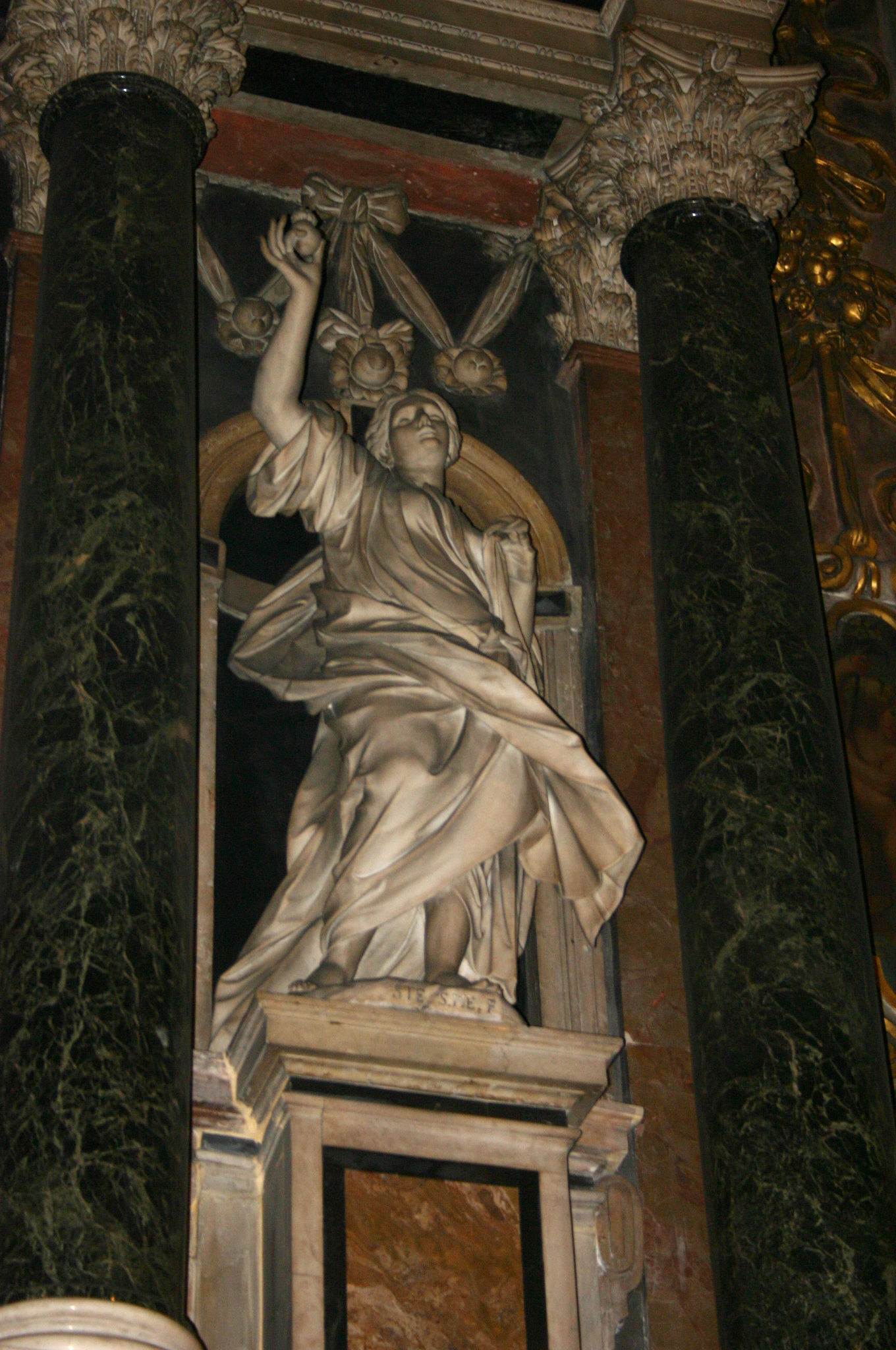
С. Сампьетро. Аллегория Божественной любви. Капелла Святого Иосифа
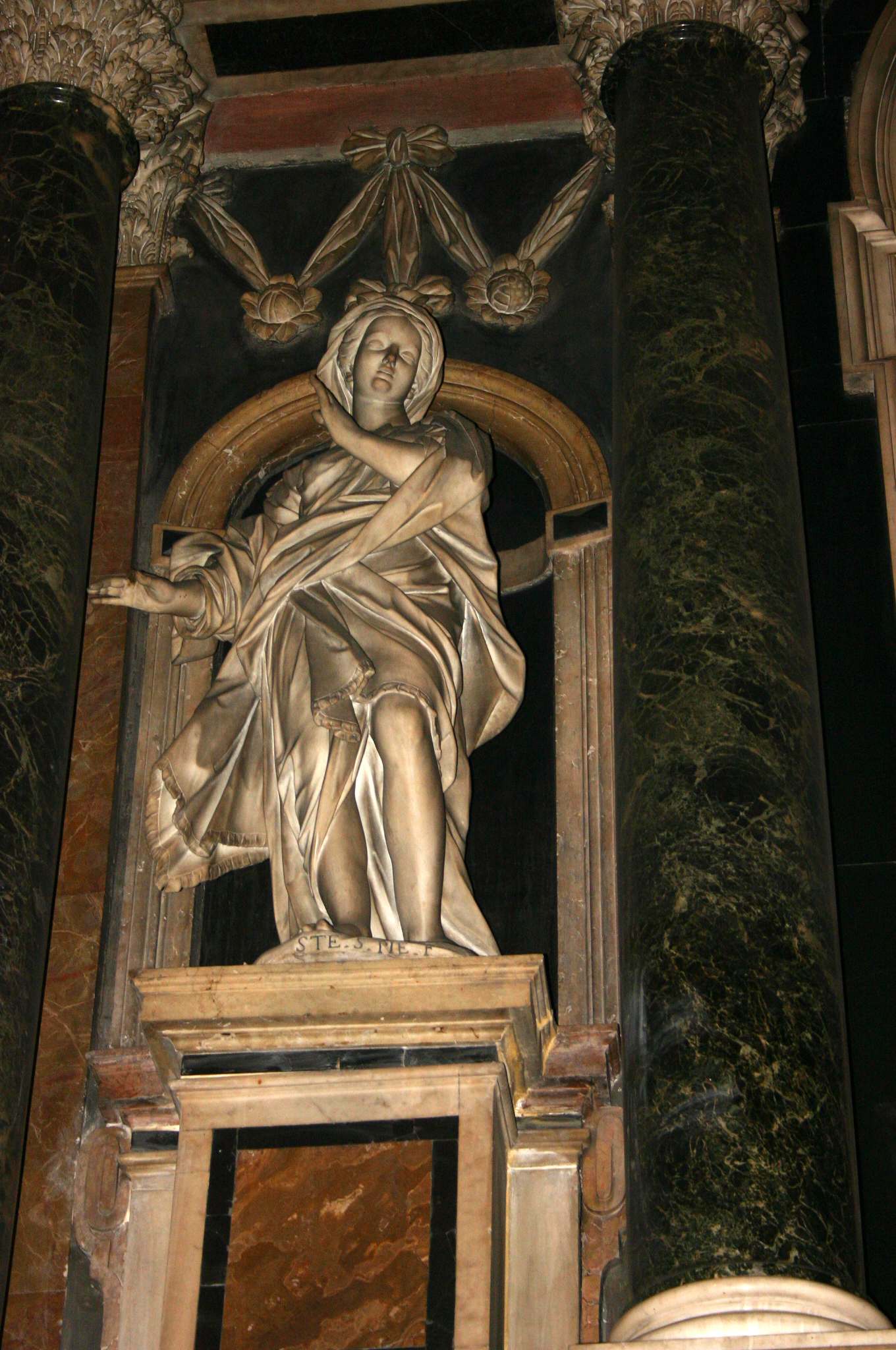
С. Сампьетро. Аллегория страха Божьего. Капелла Святого Иосифа
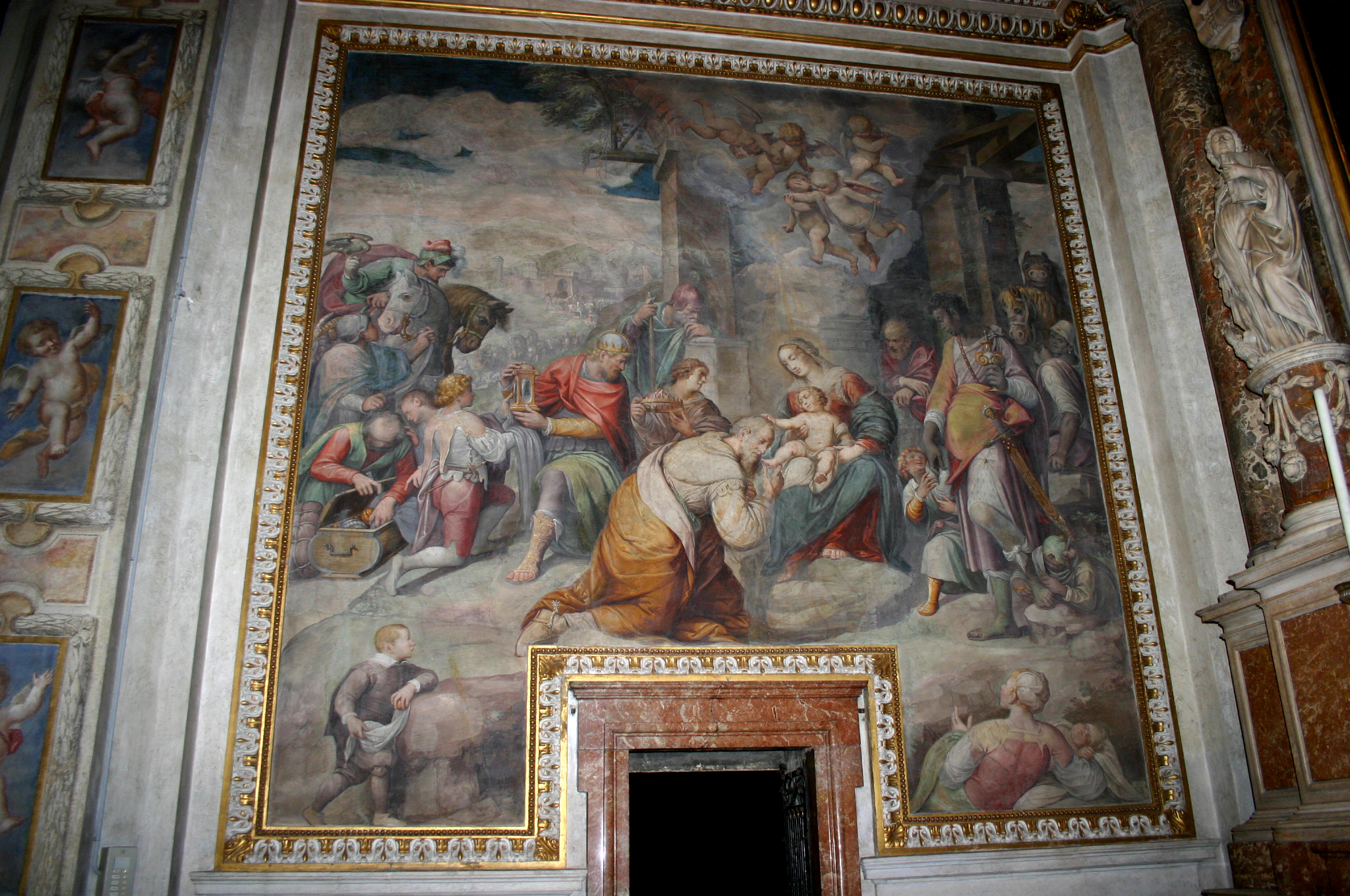
Г. Каччья. Поклонение волхвов. Фреска
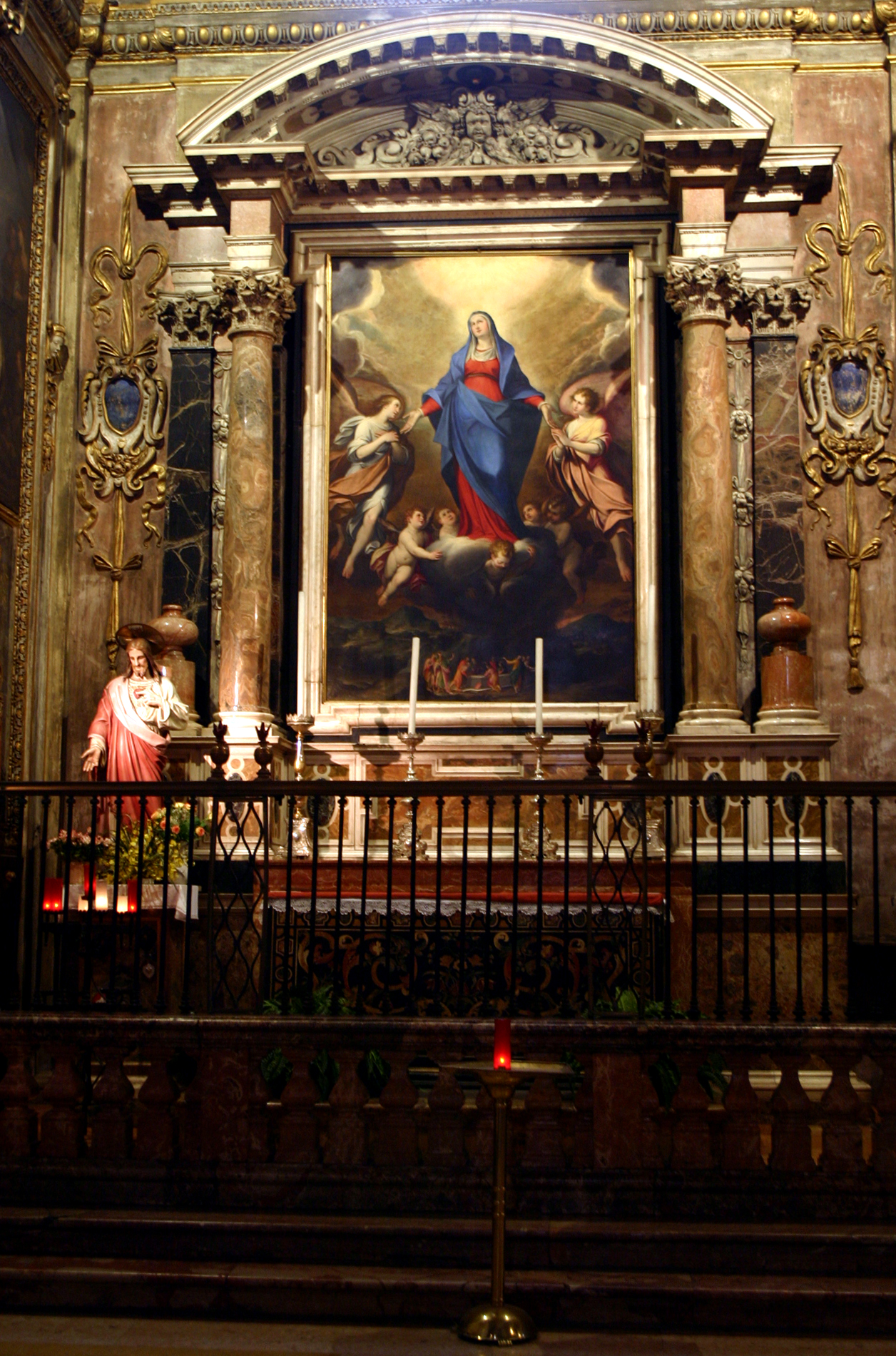
К. Прокаччини. Ассунта (Вознесение Девы Марии). 1612
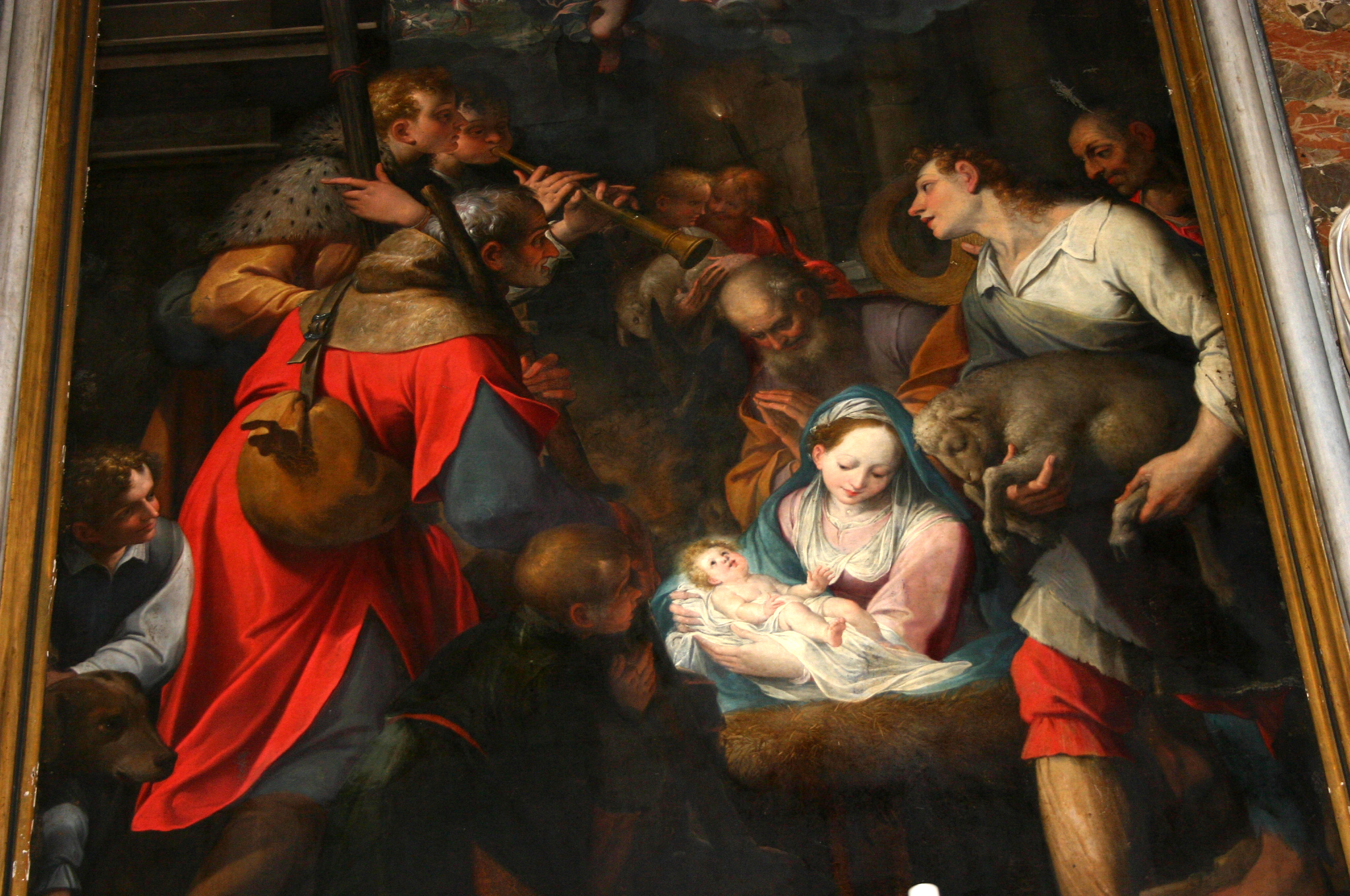
К. Прокаччини. Поклонение пастухов. 1615